# Manas International Airport
Manas International Airport (IATA: FRU, ICAO: UCFM) er den største og vigtigste internationale lufthavn i Kirgisistan. Den er beliggende 35 km nord for hovedstaden Bisjkek. Den er også hjemsted for US Air Forces base Transit Center at Manas under Operation Enduring Freedom og International Security Assistance Force. 
I 2012 betjente lufthavnen 1.056.000 passagerer.

## Historie
Lufthavnen blev etableret i 1974, som erstatning for Bisjkeks tidligere lufthavn som lå placeret syd for byen. Lufthavnen er opkaldt efter Manas fra kirgisisk epik. Det første fly landede i oktober 1974, og ombord var Sovjetunionens statsminister Aleksej Kosygin. Aeroflot blev første selskab som etablerede en fast rute til Moskva, da de 4. maj 1975 begyndte flyvninger imellem Domodedovo International Airport og Manas.
Ved Sovjetunionens opløsning og Kirgisistans selvstændighed i 1991, blev lufthavnen og infrastrukturens vedligeholdelse forsømt i næsten ti år. Samtidig havde der samlet sig over 60 forladte fly fra den sovjetiske tid. Alt lige fra helikoptere til store passagerfly var blev efterladt i den østlige ende af området.
Lufthavnen har en lufthavnsbygning med butikker og restauranter, bygget i sovjettiden. Forpladsen kan indeholde cirka 15 større fly.

### US Air Force
US Air Force ankom i december 2001 til Manas som en del af Operation Enduring Freedom og International Security Assistance Force. Amerikanerne havde af den kirgisiske regering fået tilladelse til at benytte lufthavnen, hvis de som gengæld ville hjælpe med at opgraderer lufthavnens faciliteter. Manas Air Base (nu Transit Center at Manas) opstod, og over 2.000 amerikanske soldater kom til basen.
Efter lejeaftalen med amerikanerne er der udført en masse vedligeholdelse på basen, som ellers har ligget hen siden Sovjetunionens fald. Ligeledes er der opstillet en større mængde telthangarer, teltværksteder o.l. og bygget en teltby med alt fra indkøbscenter, træningscenter til brandstation og felthospital, der huser op til mere end 2.000 fuldt udrustede soldater. Der er også bygget et større ammunitionsområde komplet med hangarer og så videre.
I 2009 erklærede den kirgisiske præsident Kurmanbek Bakijev at han ville lukke den amerikanske base. Meddelelsen kom efter løfter fra Rusland om finansiel støtte. Amerikanerne blev dog enige om en ny lejeaftale, hvor prisen steg til det tredobbelte. I 2011 kom der igen ny præsident i landet, og den nyvalgte Almazbek Atambayev meddelte i 2012 at amerikanerne skulle være uden af basen ved udgangen af 2014.